# Leucandra vesicularis
Leucandra vesicularis är en svampdjursart som beskrevs av Brøndsted 1927. Leucandra vesicularis ingår i släktet Leucandra och familjen Grantiidae. Inga underarter finns listade i Catalogue of Life.